# Villa Väinölä
La villa Väinölä est une maison d'habitation construite à Alajärvi en Finlande .

## Présentation
La Villa Väinölä est un bâtiment résidentiel de deux étages conçu par Alvar Aalto dint la construction s'est achevée en 1926. 
Alvar Aalto a conçu la maison pour son frère Väinö Aalto et sa famille.
De style néoclassique, le bâtiment a un grand porche côté cour, renforcé par des  colonnes doriques. 
De part et d'autre de l'entrée principale de la façade se trouvent des fenêtres rondes  conformes à l'idéal de symétrie du classicisme. 
À l'intérieur, il y a des colonnes ioniques conçues par Alvar Aalto.
En 1938, Alvar Aalto a conçu une dépendance dont le style diffère du bâtiment principal. 
Ses fenêtres côté lac s'installent à différents niveaux, suivant les formes du terrain.
La maison montre des caractéristiques qui anticipent le futur style d'Alvar Aalto.
Le musée Nelimarkka gère le bâtiment depuis 2015.
La Villa Väinölä est une maison de la culture vivante ouverte à tous, où des expositions d'art et des événements sont organisés en collaboration avec des acteurs du territoire. 
La Villa Väinölä sert également d'espace de réunion et de banquet.